# ペン・セントラル鉄道
ペン・セントラル鉄道、あるいはペン・セントラル・トランスポーテーション・カンパニー（英語: Penn Central Transportation Company、報告記号はPC）、略して単にペン・セントラルは、1968年から1976年まで営業していたアメリカ合衆国の鉄道事業者である。1968年2月1日付で、ペンシルバニア鉄道とニューヨーク・セントラル鉄道が合併して発足した。さらに州際通商委員会の要求で1969年1月1日にニューヨーク・ニューヘイブン・アンド・ハートフォード鉄道も合併に加わった。合併したペン・セントラル鉄道の本社は、ペンシルベニア州フィラデルフィアに置かれていた。

## 合併の背景
ペン・セントラル鉄道は、1960年代末に合併元3社が直面していた問題への対処として発足した。これらの会社の営業範囲であるアメリカ合衆国北東部は、アメリカ合衆国でももっとも人口密度の高い地域である。北アメリカの他の地域の鉄道は、収入のうち高い割合を石炭、木材、紙、鉄鉱石などの物品の長距離輸送から得ていたのに対して、北東部の鉄道は伝統的に通勤旅客輸送、都市間旅客輸送、鉄道小包輸送、小口混載貨物輸送、果物や乳製品などの生鮮品・日用品輸送など、多くの種類の輸送に頼っていた。
こうした労働集約的な短距離輸送は、旅客については自動車やバス、貨物についてはトラックとの競争に弱く、高速道路の整備された地区では特に脆弱となっていた。1956年にアメリカ合衆国議会は連邦補助高速道路法を可決し、ドワイト・D・アイゼンハワー大統領がこれに署名した。この法律では壮大な州間高速道路網の建設を認可し、トラック産業の発展を後押しすることになった。
もう1つの重要な問題としては、ニューヨーク・セントラル鉄道とペンシルバニア鉄道の両社とも、市場の状況に対応する能力を欠いていたということがあった。この当時の鉄道産業は州際通商委員会によって厳しく規制されており、旅客や貨物の運賃を柔軟に変えることができなかった。このため、支出削減だけが収益性を改善する唯一の手段であった。政府の規制と労働組合との労働協約は、費用の削減余地を極めて限られたものとしていた。合併こそが、この難局を切り抜ける方法だと考えられた。

## 合併後

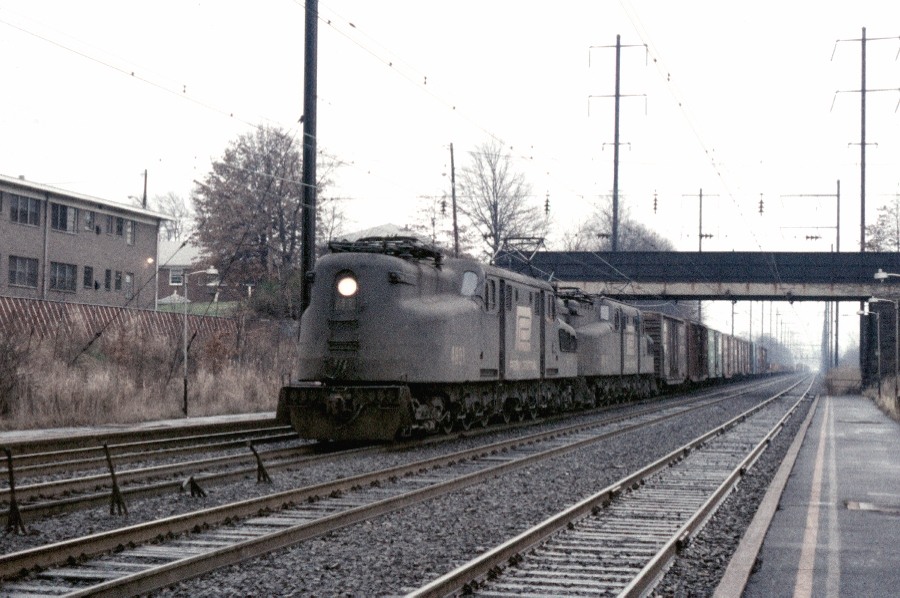
ペン・セントラル鉄道の機関車4801号および4800号、かつてのペンシルバニア鉄道GG1形電気機関車がニュージャージー州エリザベスで貨物列車を牽引している、1975年12月

### 合併の問題点
結果的に判明するように、合併して発足したペン・セントラル鉄道は、合併元の鉄道会社よりもわずかにましな状態となっただけであった。合併の実行計画が策定されたが、これは結局実行されなかった。営業や人員・設備を統合しようとする試みは、競争的な企業文化や互換性のないコンピューターシステム、労働協約などにより、うまくいかなかった:233-234。合併元の鉄道会社から引き継いだものであったが、線路の状態は劣化し、列車は速度を落として運行しなければならなかった。これは貨物輸送の遅れと人員の超過勤務につながった。結果として運行費用は急増した。脱線と事故は、特に中西部において頻繁に発生するようになった。
ペン・セントラル鉄道経営陣は、ペン・セントラル・カンパニーという持株会社を設立し、経営難に陥っている企業を不動産やその他の鉄道以外の事業に多角化しようとしたが、経済の停滞する中では鉄道事業部門に比べてわずかに良い成績を出しただけであった。これに加えて、多角化した事業のために経営陣の関心が中核事業の問題点からそれてしまった。さらに悪いことに、成功しているという幻想を生み出すために、経営陣は株主に配当を払うことを主張した。会社は営業を続けるためにさらに借り入れをする必要があった。借入に対する利子は耐えられない重荷となっていた。

### ジャガイモ貨物腐敗事件
1969年の冬に発生したジャガイモ貨物腐敗事件は、ペン・セントラル鉄道の末期的状況を示す典型的事例である。
アメリカ北東部メイン州のバンゴア・アンド・アルーストック鉄道(BAR)では、1896年より有蓋車によるジャガイモの輸送を主力事業の一つとしていた。1950年時点で、同社は総勢500両の断熱ジャガイモ輸送用貨車を保有していた。この貨車は夏には氷、冬には木炭を利用した冷暖房システムにより、ジャガイモにとって最適な温度に保温されるよう設計されており、赤・白・青の専用塗装に塗られていた。メイン州から出荷されるジャガイモのほとんどは、この専用貨車に積載され、BARから他鉄道への直通運転によって全米へ配送されていた。
1969年の冬、メイン州から出荷されたジャガイモ貨車は、BARを経由してペン・セントラル鉄道を通過、ニューヨークの市場へと運ばれることとなっていた。しかし、ジャガイモ貨車はペン・セントラル鉄道のネットワーク内で「行方不明」となった(旧ニューヨーク・セントラル鉄道区間とペンシルバニア鉄道区間の間で、無線通信やコンピューターシステムの互換性がなく、列車の出発地や行き先の相互連絡に支障を来たしていたことが原因である)。数百両のジャガイモ貨車は最終的にニューヨーク近郊のセルカーク操車場にて「発見」されたが、暖房システムの燃料がすでに枯渇しており、積載されていたジャガイモの大半は腐ってしまっていた。ジャガイモ農家、およびBARに対するペン・セントラル鉄道側からの補償は一切なされず、メイン州の多くの中小農家が廃業を余儀なくされた。荷主は二度と鉄道で出荷しないと断言し、これはBARの経営悪化につながった。

## 経営破綻とコンレールへの合併
ペン・セントラル鉄道はわずか2年の営業の後、1970年6月21日に経営破綻し、アメリカの金融システムに衝撃を与えることになった。その当時、アメリカの歴史上最大の企業倒産であった。ペン・セントラル鉄道は倒産したが、その親会社のペン・セントラル・カンパニーは存続することができた。
ペン・セントラル鉄道の経営破綻は、アメリカ合衆国において民営の長距離旅客鉄道事業に最終的な打撃を与えた。経営難の会社は州際通商委員会に対して、残されている旅客輸送のほとんどを廃止する提案を行い、関連する鉄道会社にも同様の動きが波及した。1971年には合衆国議会は政府出資のアムトラックを発足させ、ペン・セントラル鉄道やその他のアメリカ合衆国の鉄道会社の線路上で旅客輸送を担当することになった。
1973年の地域鉄道再生法に基づき、ペン・セントラル鉄道は他の東部鉄道5社と合併しコンレールとなった。民間部門での再編成の試みが失敗した後、議会はペン・セントラル鉄道を1976年の鉄道再生・規制改革法に基づき国有化した。この法律により、ペン・セントラル鉄道と他の5社の同様に破綻した鉄道会社をまとめて統合鉄道公社通称コンレールに統合した。この法律は1976年4月1日に発効した。1978年、議会は鉄道・荷主間の貨物に対する差別をふくむ輸送契約を合法化してまで振興を図った。
市場シェアがトラックに奪われ続けている状況に直面し、鉄道産業と労働組合は政府に対し規制緩和を要望しなければならなくなった。1980年のスタガーズ鉄道法では鉄道において規制緩和が実施された。コンレールとかつてのペン・セントラル鉄道の事業が復活する重要な要素となった。1984年にはトレーラー/コンテナ輸送の運賃規制が撤廃された。
1980年代を通じて、規制緩和を受けたコンレールは、1968年から1970年までにペン・セントラル鉄道が実施しようとして実現できなかった、路線の再編成と生産性の改善を強力に推し進めた。多くの路線が廃止となり、隣接地の土地所有者に売却されるか遊歩道などに転用された。結果的に利益を上げられるようになったコンレールの株式は1987年に再上場され、コンレールは1987年から1999年までの間は独立した民間企業として営業した。

## コンレールの分割
1999年にCSXトランスポーテーションとノーフォーク・サザン鉄道は共同でコンレールを公開市場で買収し、路線およびその他の資産を分割して吸収した。このため、機関車や貨車、その他関連する資産につけられる報告記号は、CSXトランスポーテーションが継承した部分についてかつてのニューヨーク・セントラル鉄道からNYCとなり、ノーフォーク・サザン鉄道が継承した部分についてかつてのペンシルバニア鉄道からPRRとなった。
CSXトランスポーテーションおよびノーフォーク・サザン鉄道の両社の利害に関係するコンレールの短い路線についてはコンレール・シェアード・アセッツ・オペレーションズの名の下でコンレールとして残された。

## 企業としての歴史

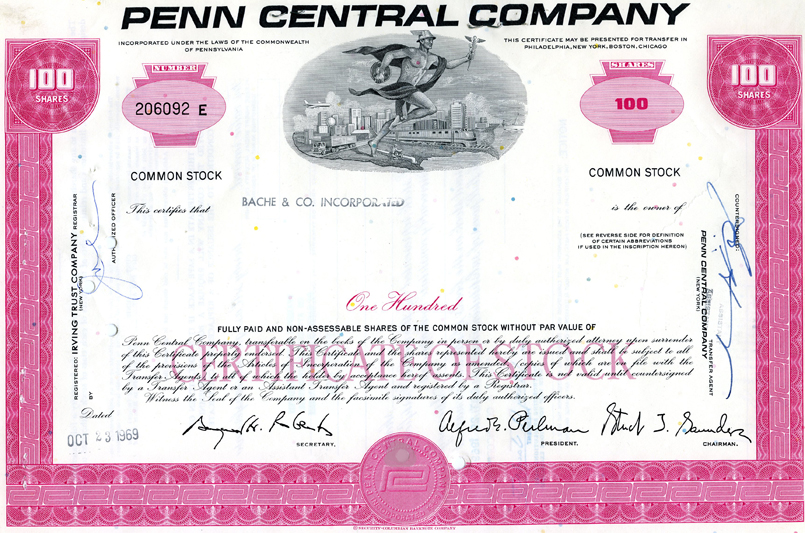
倒産前のペン・セントラル・カンパニーの株券（1969年）

ニューヨーク・セントラル鉄道をペンシルバニア鉄道が吸収する形で、1968年2月1日にペンシルバニア・ニューヨーク・セントラル・トランスポーテーション・カンパニー (Pennsylvania New York Central Transportation Company) が設立された。商号としてはペン・セントラルが採用され、5月8日に会社自体が公式にペン・セントラル・カンパニーに改称した。
ペン・セントラル・トランスポーテーション・カンパニーは1969年4月1日に設立され、その株式は新しいペン・セントラル・ホールディング・カンパニーに割り当てられた。10月1日にペン・セントラル・トランスポーテーション・カンパニーはペン・セントラル・カンパニーに合併した。翌日、ペン・セントラル・カンパニーはペン・セントラル・トランスポーテーション・カンパニーと改称し、ペン・セントラル・ホールディング・カンパニーがペン・セントラル・カンパニーと改称した。
ペンシルバニア鉄道の子会社で、1870年に設立され1958年に再編された持株会社のペンシルバニア・カンパニーは、合併以降の期間も独立した企業として残存した。
ペン・セントラル・トランスポーテーション・カンパニーは1976年にコンレールに合併したが、その持株会社であったペン・セントラル・カンパニーは独立した企業として存続した。1970年代から1980年代にかけてペン・セントラル・カンパニーは、倒産前に買収した多角化経営の事業で構成される小さな企業であった。

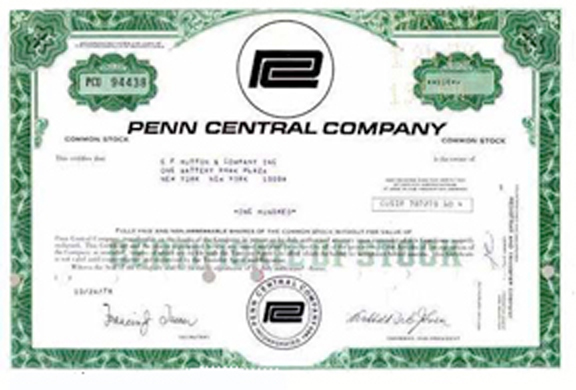
倒産後のペン・セントラル・カンパニーの株券（1974年）

コンレール発足時にペン・セントラル・ホールディング・カンパニーが所有していた資産としては、ニューヨークのペンシルベニア駅の上に位置するマディソン・スクエア・ガーデンや、ここを本拠地とするバスケットボールチームニューヨーク・ニックスやアイスホッケーチームニューヨーク・レンジャースがあった。
ペン・セントラルは鉄道に関連した線路や駅の所有権を維持し続けたが、次第に清算を進め、最終的に子会社の保険事業へと集中していった。ペン・セントラル・コーポレーションは1994年3月にアメリカン・プレミア・アンダーライターズ (American Premier Underwriters) と改称した。カール・リンドナー率いるアメリカン・フィナンシャル・グループの一部となった。2006年末までアメリカン・フィナンシャル・グループはニューヨークのグランド・セントラル駅を所有していたが、鉄道の運営は1994年からリースによりメトロポリタン・トランスポーテーション・オーソリティ (MTA) が行っていた。このリースは2274年2月28日まで続けるべく交渉されている。
2006年12月6日、陸上交通委員会は、アメリカン・フィナンシャル・グループの残存鉄道資産をおよそ8000万ドルでミッドタウンTDRベンチャーズLLC (Midtown TDR Ventures LLC) へ売却することを承認した。2007年7月6日のニューヨーク・ポストによれば、ミッドタウンTDRはペンソン・アンド・ベンチャー (Penson and Venture) の傘下にある。ニューヨーク・ポストによれば、MTAは2007年現在年間224万ドルを設備の借り受けに支払っており、2017年に駅および線路を買収するオプションを持っている。しかし期日を15年延長して2032年とすることもできる。
これに含まれる資産としては、メトロノース鉄道のハーレム線・ハドソン線が使用している156 マイル（251 km）の線路と、ニューヨークのグランド・セントラル駅がある。ミッドタウンTDRによってもっとも価値のある資産と評されているのは、グランド・セントラル駅の地下プラットホームや入換設備の上空にある未利用の空中権である。これらのプラットホームや入換設備はグランド・セントラル駅のビルから北へ数ブロックにわたってつながっており、その上に多くの通りや、有名なメットライフビル、ウォルドルフ＝アストリアといったビルが空中権を借りて存在している。駅のビル自体は歴史的な保存の対象とされており、現在の法律の下では再開発のための取り壊すことができず、その金銭的な価値は限られている。